# 나주역사
광주학생독립운동 진원지 나주역사(光州學生獨立運動 震源地 羅州驛舍)은 대한민국 전라남도 나주시 죽림동 60-1번지에 있는 호남선 구 나주역사이다. 2000년 12월 29일 전라남도의 기념물 제183호로 지정되었고, 1913년 7월 1일부터 2001년 7월 10일까지 영업하였다.

## 연혁
- 1913년 7월 1일 : 보통역으로 영업 개시[1]
- 1925년 10월 23일 : 구 역사 준공
- 1929년 10월 30일 : 광주학생독립운동 촉발
- 1999년 1월 1일 : 소화물차 취급 중단[2]
- 2000년 12월 29일 : 전라남도의 기념물 제183호로 지정

## 구 나주역사
원래 죽림동에 위치한 구 나주역은 1913년 7월 1일 호남선 개통과 함께 신축한 근대건축물이다. 신축 당시 상황을 알려주는 설계도나 시공 관련자에 대한 기록은 없으며 1923년 북쪽벽에 화물창고 4평을 증축하였다. 1970년 일본 기와를 골스레트로 바꾸고 건물 외부에 있던 개찰구를 건물 내부로 바꾸었다. 현재 역사의 기본구조나 골조 목재 등은 초창 당시 그대로이다.
나주역사는 1929년 10월 30일 광주로 통학한 한국인, 일본인 학생들 사이에 일어난 다툼이 계기가 되어 광주학생독립운동으로 확산되어 154개교 54,000여명의 학생이 참여한 일제하 3대 독립운동의 하나인 광주학생독립운동 진원지며 현재 전라남도 기념물 제183호로 지정되었고, 2007년 중순에 전면 개보수를 거쳐 온전한 상태로 보존되었다.

## 같이 보기
- 학생독립운동 기념일

## 참고 자료
- 광주학생독립운동진원지나주역사 - 국가유산청 국가유산포털